# Trgovski dom
Trgovski dom je bila večnamenska stavba in glavni sedež slovenskih organizacij v Gorici na vogalu Verdijevega korza in Petrarkove ulice. 
Stavba je gostila knjižnico, restavracijo, telovadnico, trgovske prostore, sedež banke, gledališče, dvorane za zborovanja, sedeže raznih organizacij in nekaj stanovanj.
Danes je spet v rokah goriških Slovencev.

## Zgodovina
Leta 1897 je bila ustanovljena Trgovsko-obrtna zadruga, prva slovenska finančna organizacija v Gorici v kateri so intelektualci, posestniki, obrtniki in trgovci združili kapital, da bi samostojno spodbujali gospodarski razvoj in poslovno uveljavitev članov ter skupnosti. S tem namenom so leta 1904 tudi zgradili Trgovski dom.